# Lacus Perseverantiae
Il Lacus Perseverantiae ("Lago della perseveranza", in latino) è un piccolo mare lunare che si estende verso ovest dal confine nordoccidentale esterno di cratere Firmicus, con piccole estensioni verso nordest e nordovest al suo termine orientale. Ha una lunghezza di circa 70 km, con una larghezza massima di meno di 15 km.